# Федеріко Кольбертальдо
Федеріко Кольбертальдо (італ. Federico Colbertaldo; нар. 17 жовтня 1988, Вальдобб'ядене) — італійський плавець.
Учасник Олімпійських Ігор 2004, 2008 років.
Чемпіон Європи з плавання на короткій воді 2008, 2010 років, призер 2007, 2009 років.